# Chlosyne nigrescens
Chlosyne nigrescens är en fjärilsart som beskrevs av Wright 1906. Chlosyne nigrescens ingår i släktet Chlosyne och familjen praktfjärilar. Inga underarter finns listade i Catalogue of Life.